# 王冑
王 冑（おう ちゅう、558年 - 613年）は、南朝陳から隋にかけての詩人。字は承基。本貫は琅邪郡臨沂県。

## 経歴
陳の黄門侍郎の王祥（王筠の子）の子として生まれた。陳に仕えて、鄱陽王法曹参軍を初任とし、太子舎人・東陽王文学を歴任した。
陳が滅ぶと、晋王楊広に召されて学士となった。仁寿4年（604年）、劉方の下で林邑に対する征戦に従軍し、功績により帥都督に任じられた。大業元年（605年）、著作佐郎となり、詩文の才能で煬帝に重んじられた。煬帝が洛陽から長安に帰るたびに天下で大宴会を開かせていたが、王冑は命を受けてこの宴会を題材に五言詩を作った。王冑の文名は虞綽と並び称され、またふたりのあいだは仲が良かった。後に高句麗遠征に従軍し、朝散大夫の位に進んだ。
王冑は才能を恃んで傲慢であり、官位が低いことに不満を漏らしていた。諸葛潁に憎まれてたびたび誣告されたが、煬帝は王冑の才能を愛して罰しようとしなかった。礼部尚書の楊玄感とつきあいがあり、たびたびその邸に遊んだ。大業9年（613年）、楊玄感が反乱を起こして敗れると、王冑は虞綽とともに辺境に流された。配流地から逃亡して、江南に潜伏していたが、官吏に捕縛されて処刑された。享年は56。王冑の著した詞や賦は、多くが当時に流行した。

## 伝記資料
- 『隋書』巻76 列伝第41
- 『北史』巻83 列伝第71